# 737

## Nașteri
- dată necunoscută: Roland  (d. 778)